# Saint-Nazaire (Gard)
Saint-Nazaire – miejscowość i gmina we Francji, w regionie Oksytania, w departamencie Gard.
Według danych na rok 1990 gminę zamieszkiwało 1008 osób, a gęstość zaludnienia wynosiła 151 osób/km² (wśród 1545 gmin Langwedocji-Roussillon Saint-Nazaire plasuje się na 340. miejscu pod względem liczby ludności, natomiast pod względem powierzchni na miejscu 924.).